# Battaglia di Sadras
La battaglia di Sadras fu combattuta il 17 febbraio 1782 tra la flotta inglese capitanata da Edward Hughes e la flotta francese capitanata da Bailli de Suffren al largo delle coste indiane durante la Rivoluzione americana.